# 勐仑镇
勐仑镇，是中华人民共和国云南省西双版纳傣族自治州勐腊县下辖的一个乡镇级行政单位。

## 行政区划
勐仑镇下辖以下地区：
曼边村、城子村、勐醒村、大卡村、国营勐醒农场场部生活区、国营勐醒农场二分场生活区和国营勐醒农场三分场生活区。